# ضغط الركود
ضغط الركود (بالإنجليزية: Stagnation pressure)‏ أو الضغط الكلي (بالإنجليزية: Total pressure)‏ هو الضغط على نقطة ركود عند تدفق موائع, حيث تتحول طاقة الحركة إلى طاقة ضغط. وهو إجمالي الضغط الثابت static pressure مع الضغط الديناميكي المتحرك dynamic pressure عند نقطة الركود.
```
يستخدم 
انبوب بيتو
 لقياس ضغط الركود أو الضغط الإجمالي. انبوب البيتو\ستاتيك pitot/static tube المشترك يستخدم 
بالطائرة
 
لقياس الضغط
 لكي يحدد سرعة الطيران. قياسات الركود الأخرى مثل (حرارة الركود وضغط الركود) تستخدم باستمرار لقياس حسابات كفاءة 
محركات النفاثة
.
```

## التعريف
تعريف ضغط الركود يمكن أن يستدل من معادلة برنولي.
ضغط الركود(أو مجموع الضغط الكلي) {\displaystyle P_{stagnation}} = (الضغط الحركي) {\displaystyle P_{dynamic}} + (الضغط الثابت) {\displaystyle P_{static}}
أو
{\displaystyle P_{stagnation}={\frac {1}{2}}\rho v^{2}+P_{static}}
| حيث: |                                |                                                                                       |
|      | {\displaystyle P_{stagnation}} | هو ضغط الركود أو مجموع الضغط الكلي بالباسكال                                          |
|      | {\displaystyle \rho }          | هي كثافة الموائع وتقاس ب كجم \ م3                                                     |
|      | {\displaystyle v}              | هي سرعة الموائع بالنسبة لنقطة الركود قبل تأثره بالجسم الذي يسبب الركود وتقاس ب م. ث−1 |
|      | {\displaystyle P_{static}}     | هو ضغط الموائع الثابت بعيدا عن أي تأثير الموائع المتحركة ويقاس بالباسكال              |